# 塞豪森
塞豪森是德国萨克森-安哈尔特州的一个市镇。总面积107.01平方公里，总人口5219人，其中男性2593人，女性2626人（2011年12月31日），人口密度49人/平方公里。